# Ação de 6 de junho de 1942
A ação de 6 de junho de 1942 foi uma ação de um único navio travada durante a Segunda Guerra Mundial. O cruzador invasor alemão Stier encontrou e afundou o petroleiro americano SS Stanvac Calcutta enquanto navegava no Oceano Atlântico Sul próximo da Bahia no Brasil.

## Precedentes
Stanvac Calcutá era um navio-tanque de 10.170 toneladas com uma tripulação de quarenta e dois marinheiros mercantes e nove guardas armados a bordo. O navio foi comandado por Gustav O. Karlsson e os guardas pelo Alferes Edward L. Anderson. Ao longo da Segunda Guerra Mundial os navios mercantes foram levemente armados e dos seis a serem atacados por invasores alemães, apenas Stanvac Calcutá e SS Stephen Hopkins ofereceram resistência séria e ambos foram afundados. Quando o alferes Anderson foi designado para o navio, ele foi responsável por encontrar armamentos e provou ser difícil. Anderson adquiriu um canhão naval de calibre 50 recuperado da Primeira Guerra Mundial e um 25-canhão antiaéreo da mesma época para armar seu navio. Stier estava fortemente armado, estava sob o comando do capitão Horst Gerlach e montou seis armas de 150 mm, uma arma de 37 mm, dois canhões de 20 mm e dois tubos de torpedo. O capitão Karlsson deixou Montevidéu em 29 de maio de 1942 rumo ao norte ao longo da costa para Caripito, Venezuela.

## Ação
Uma semana depois de deixar Montevidéu às 10h12 do dia 6 de junho, o navio americano estava 500 mi (800 km) leste de Pernambuco, o tempo estava nublado e o mar agitado. De repente, tiros foram ouvidos e os americanos observaram o Stier saindo de uma rajada e rapidamente indo em direção a Stanvac Calcutá quase de frente e sinalizando para os americanos desligarem seus motores. Os alemães aparentemente acreditavam que o navio-tanque era um navio mercante desarmado. De antemão, o capitão Karlsson e o alferes Anderson haviam planejado um curso de ação para defender o navio. Assim que os alemães foram vistos, Stanvac Calcutá virou-se para o lado para trazer suas armas e quando o invasor chegou a cerca de 3,500 yd (3,200 m), o alferes Anderson ordenou que seus artilheiros abrissem fogo. Sucessivamente, os guardas armados dispararam cinco tiros com o canhão de 4 polegadas de popa e vários tiros com o canhão antiaéreo de proa. O último dos cinco projéteis atingiu e desativou um 150 mm a bordo do Stier, pouco antes de começar a disparar quatro canhões e metralhadoras.
Os marinheiros mercantes eram treinados e usados para manejar o canhão antiaéreo que foi disparado continuamente durante toda a batalha, embora tenha falhado algumas vezes por causa da munição antiga. Em quinze minutos de combate, o Stanvac Calcutá foi atingido várias vezes na ponte e em outros lugares, matando o capitão Karlsson e alguns outros homens. Depois de atingir o Stier, os guardas que manejavam a arma de 4 polegadas foram encorajados e continuaram atirando com precisão até que os estilhaços danificaram sua arma. As miras foram destruídas, mas os americanos continuaram atirando até que a munição no convés se esgotasse. Neste momento, o alferes Anderson ordenou que dois homens recuperassem mais munição do convés inferior, embora assim que eles saíram, o capitão Gerlach manobrou seu navio para um ataque de torpedo. Quando alinhado, Stier disparou um torpedo e mergulhou na água e foi direto para Stanvac Calcutá, onde detonou a bombordo. A água começou a entrar e o navio começou a tombar. Vários homens adicionais foram mortos na explosão do torpedo e quando ficou claro que o navio americano não poderia ser salvo, o alferes Anderson ordenou que os sobreviventes abandonassem o navio e ele começou a baixar os botes salva-vidas. 
Enquanto operava a manivela, Anderson foi atingido nas costas por um estilhaço, paralisando suas pernas, mas ele continuou a abaixar o barco e depois de olhar em volta para ver se mais alguém precisava de ajuda, o alferes escorregou para o lado em uma mancha de óleo. Com uma perna quebrada, Anderson nadou até um oficial ferido na água e tentou puxá-lo para um dos botes salva-vidas, mas o homem morreu de seu ferimento primeiro, e alguns momentos depois os alemães baixaram os barcos e começaram a resgatar os americanos. Os alemães dispararam 148 projéteis e um torpedo, enquanto Stanvac Calcutá disparou apenas 25. Centenas de rodadas de metralhadora também foram gastas por ambos os lados.

## Consequências
Dezesseis marinheiros mercantes e guardas armados foram mortos em ação, trinta e sete prisioneiros foram feitos, dos quais quatorze ficaram feridos, um guarda armado morreu mais tarde a bordo do Stier. Dois alemães ficaram feridos e Stier continuou invadindo por 4 meses, afundando apenas mais dois navios antes de ser afundado pela SS Stephen Hopkins em uma batalha mutuamente destrutiva.  O SS Stanvac Calcutá foi um dos poucos navios mercantes da Segunda Guerra Mundial a receber a Merchant Marine Gallant Ship Citation. O alferes Anderson foi promovido ao posto de tenente-comandante antes de deixar a marinha em algum momento após a guerra. Os prisioneiros americanos acabaram sendo entregues aos japoneses.